# Черненко, Дмитрий Алексеевич
Дмитрий Алексеевич Черненко (род. 28 декабря 1944 года, Николаев) — председатель правления Кременчугского сталелитейного завода (город Кременчуг) с 2007 по 2015 год , академик, вице-президент Академии инженерных наук Украины.

## Биография и производственная деятельность
В 1968 по окончании Николаевского кораблестроительного института пришёл работать на Судостроительный завод имени 61 коммунара. Был помощником строителя, строителем, начальником цеха. С 1985 по 1990 — заместитель директора завода по машиностроительному производству. В 1990 возглавил завод «Ленинская кузница» в Киеве. В 1995 назначен директором Судостроительного завода имени 61 коммунара.
В правительстве Л. Д. Кучмы и правительстве Звягильского — Масола занимал пост министра машиностроения, военно-промышленного комплекса и конверсии военного производства Украины (с 17 мая 1993).
28 апреля 2007 года состоялось учредительное собрание акционеров ОАО «Кременчугский сталелитейный завод», на котором председателем правления был избран Дмитрий Черненко.

## Публикации
- Динамика подводных буксируемых систем. — СПб: Судостроение, 1995. — 200 с., ил.[4]